# Egidio Brugola
Egidio Brugola (Lissone, 1º settembre 1901 – Lissone, 29 giugno 1959) è stato un imprenditore e inventore italiano, fondatore delle Officine Egidio Brugola (OEB).

## Biografia
Di famiglia piccolo borghese, autodidatta ma con grande capacità inventiva e progettuale, s'impiegò in un'aziendina meccanica prima di mettersi in proprio a 25 anni con l'idea di produrre viti e bulloni e fondare nel 1926, in un'antica corte della briantea Lissone, la città dove Egidio nacque in via Aliprandi, le Officine che portano il suo nome. L'azienda, diventata nel tempo leader mondiale nella produzione delle "viti critiche" che fissano la testata al motore di un'auto, è sempre sotto il controllo della famiglia Brugola, giunta alla terza generazione.
Egidio commercializzò per primo in Italia le "Allen keys and screws", già esistenti negli Stati Uniti all'inizio del Novecento, riuscendo a dare alle viti il suo nome (viti a brugola) dopo avere inventato la vite a testa con incavo esagonale e con gambo a torciglione in grado di assicurare una particolare elasticità e garantire in campo motoristico alte prestazioni in tema di tenuta e serraggio. Un'invenzione di avanguardia che porterà ad identificare il nome del prodotto (la vite a brugola) con quello del fabbricante e ad essere citata nei dizionari di lingua italiana.
L'invenzione della vite a brugola, definita nel brevetto come "vite a testa incava esagonale" è stata riconosciuta dal brevetto depositato dallo stesso Egidio nel 1945 all'Ufficio Italiano Brevetti e Marchi.
Durante la seconda guerra mondiale Egidio dovette temporaneamente riconvertire le Officine alla produzione di materiale bellico. Durante la Resistenza, inoltre, dovette assistere assieme agli operai dell'industria e alla gente del paese, all'uccisione di due operai, catturati come partigiani.
Egidio Brugola morì nel 1959 a 58 anni. La città di Lissone gli ha dedicato un monumento per celebrare una industria che l'ha resa celebre nel mondo.
Il figlio Giannantonio, a capo dell'azienda fino alla sua morte nel 2015, ha ulteriormente migliorato l'invenzione paterna inventando nel 1993 la Polydrive, una nuova tipologia di vite con la testa a forma poliedrica: permette di essere serrata meglio e con minore sforzo. Un ufficiale riconoscimento della paternità dell'invenzione della vite Polydrive è arrivato però solamente nel 2003, dopo la vittoria della battaglia per il brevetto europeo contro due ditte tedesche.
Dalla fine degli anni Novanta le Officine Egidio Brugola non producono più le brugole: si tratta di un prodotto povero mentre l'azienda si è specializzata in viti speciali di alta qualità per motori d'auto.

## Galleria d'immagini

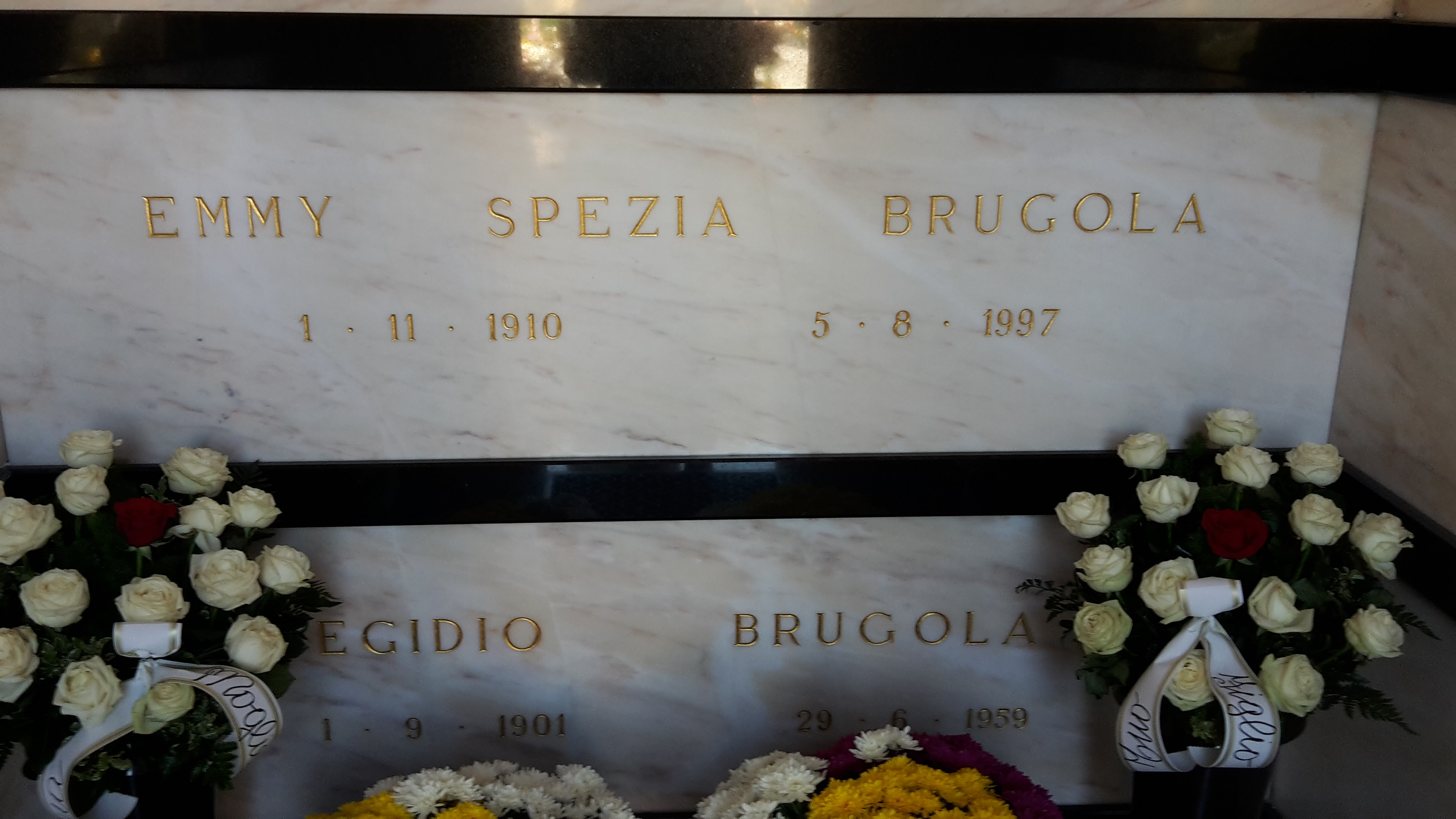
Tomba di Egidio Brugola, conservata nella cappella di famiglia a Lissone.
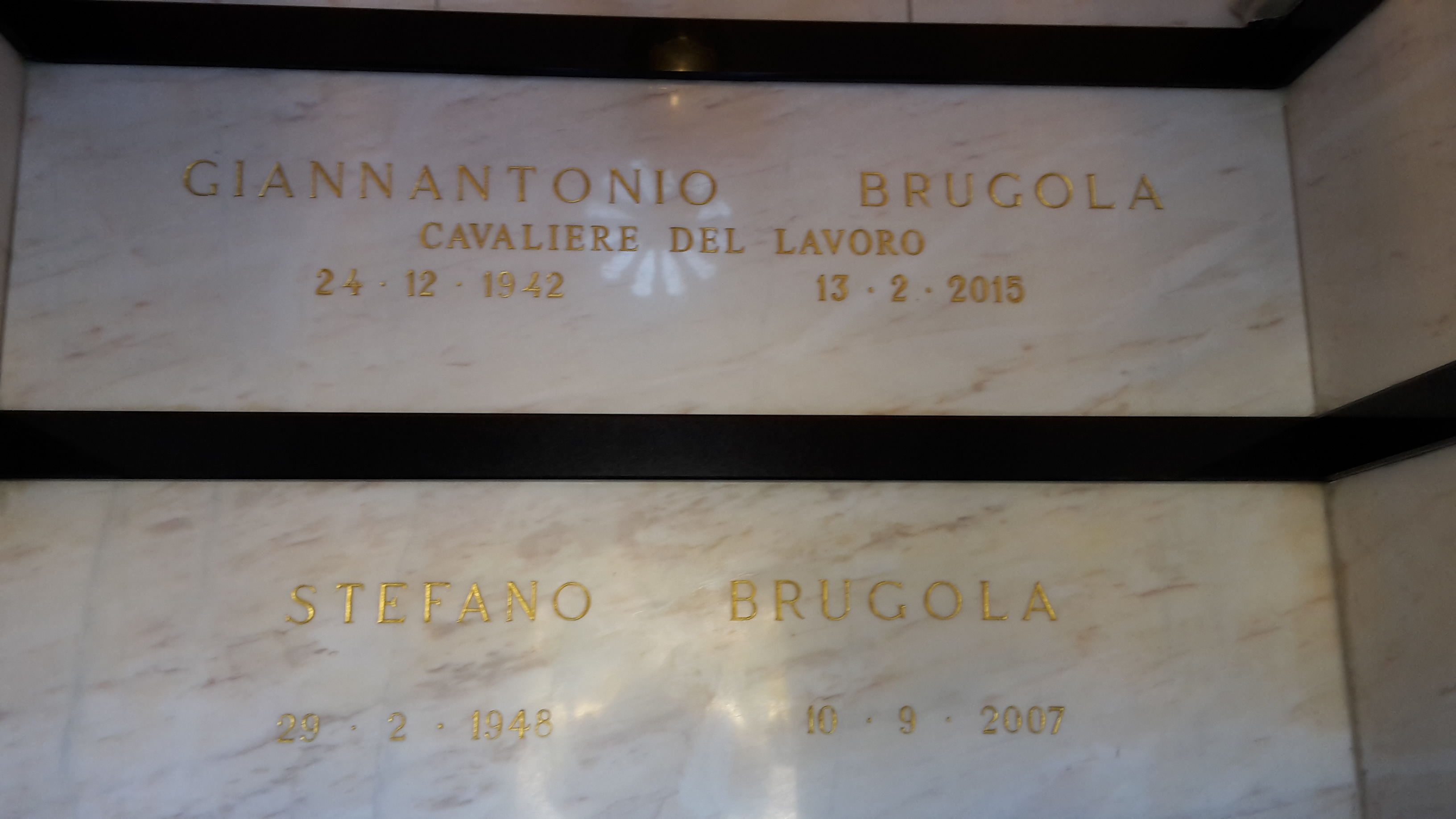
Tomba di Giannantonio Brugola nel cimitero di Lissone.